# Lutz Ackermann (Moderator)

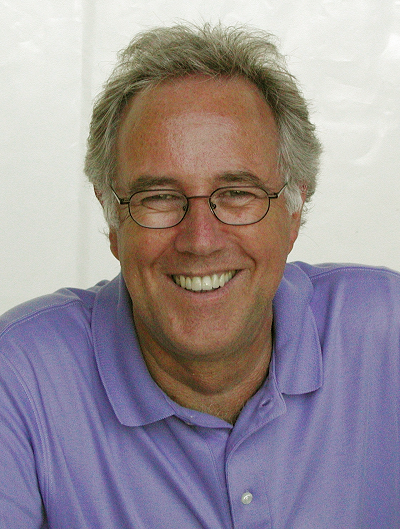
Lutz Ackermann (2006)

Lutz Ackermann (* 29. April 1945 in Brake) ist ein deutscher Journalist, Rundfunk- und Fernsehmoderator.

## Leben
Ackermann studierte Germanistik, Anglistik und Kunstgeschichte in Hamburg und Kiel. Er arbeitete von 1969 bis 2021 beim NDR als Berichterstatter, Redakteur und Moderator.
Fernsehen: 1985 moderierte er die deutsche Fernseh-Ausgabe des weltweiten „Live Aid“-Konzerts. Von 1988 bis 1989 präsentierte er die Samstagabendshow Euro-Paare im ARD-Fernsehen.
Von 1998 bis 2021 moderierte er die Musiksendung Das große Wunschkonzert im NDR-Fernsehen. Diese Musikshow wurde häufig vom MDR, HR, RBB und WDR übernommen.
Radio: Von 1969 bis 1981 arbeitete Ackermann als Freier Mitarbeiter für den NDR. Von 1982 bis 1988 war er als Redakteur im Jugendfunk („Der Club“) und in der Redaktion Unterhaltung tätig. Von 1989 bis 1993 war Ackermann Musikchef von NDR 2 und leitete von 1993 bis 2009 die Abteilung Musik und Unterhaltung von NDR 1 Niedersachsen.
Bei NDR 2 moderierte er die Sendungen Der Club, NDR 2 am Vormittag, Plattenkiste, Meckerecke und Espresso. Seine Musik-Sendung Sweet, soft and lazy moderierte er zunächst bei NDR 2, dann bei NDR 1 Niedersachsen und zuletzt beim Hamburger Stadtsender NDR 90,3. Bei NDR 1 Niedersachsen präsentierte er zahlreiche weitere Sendungen. Insgesamt hat er über 6500 Radio-Sendungen moderiert.
Unter dem Titel Der Spruch des Tages hat Ackermann neun Bücher mit Sammlungen von Aphorismen und Sprüchen herausgegeben und gemeinsam mit Michael Thürnau ein Buch mit dem Titel Witze.

## Auszeichnungen
- 2000 – Preisträger des Medienpreises „Rundfunk“ der Arbeitsgemeinschaft deutscher Schlager und Volksmusik (ADS) (aus der Laudatio: „Durch seine Musikauswahl, die hauptsächlich vom deutschen Schlager und von der deutschsprachigen Volksmusik bestimmt wird, präsentiert der NDR 1 das erfolgreichste Programm im Norden.“)